# ساتیماز
ساتیماز (به مجاری:  Szatymaz) یک منطقهٔ مسکونی در مجارستان است که در سگد واقع شده‌است. ساتیماز ۵۳٫۷۲ کیلومتر مربع مساحت و ۴٬۶۷۵ نفر جمعیت دارد.